# Andwelé Slory
Andwelé Cedric Slory (Paramaribo, 27 september 1982) is een Surinaams-Nederlands voormalig voetballer die bij voorkeur als vleugelaanvaller speelde. Hij speelde tussen 2000 en 2015 voor Telstar, Excelsior, Feyenoord, West Bromwich Albion, Levski Sofia, Adelaide United, BVV Barendrecht, VDL-Maassluis en FC Dordrecht. In 2007 speelde Slory twee interlands voor het Nederlands voetbalelftal. Daarnaast speelde hij voor de Suriprofs.

## Persoonlijk
De vader van Slory, Marcel Slory was profvoetballer in Suriname. Slory's zoon Jaden Slory is ook een profvoetballer spelend sinds 2013 in verschillende jeugdelftallen bij Feyenoord, anno 2024 verhuurd aan FC Dordrecht, spelende in de keukenkampioendivisie.

## Carrière

### Excelsior
Met Excelsior werd Slory kampioen van de Eerste divisie in het seizoen 2005/2006 en promoveerde hij naar de Eredivisie. In de Eredivisie scoorde hij twaalf doelpunten in zijn eerste seizoen en samen met onder anderen Luigi Bruins behoedde hij de club voor degradatie.

### Feyenoord
Feyenoord lichtte op 21 december 2006 een optie in Slory's contract en Slory tekende voor twee seizoenen bij de stadionclub. Hij raakte herhaaldelijk stevig geblesseerd (hij scheurt tweemaal zijn achillespees) en overwoog zelfs te stoppen. Hij moest onder trainer Gertjan Verbeek zijn rugnummer 11 inleveren en kreeg nummer 22 toebedeeld. Verbeek werd ontslagen en opgevolgd door een oude bekende voor Slory, Mario Been, met wie hij al werkte bij Excelsior. Hij schopte het vervolgens tot basisspeler en scoorde drie wedstrijden op rij. Dit deed hij tegen PSV thuis (1-3), tegen NAC uit (0-2) en thuis tegen RKC Waalwijk (3-0). Tegen RKC Waalwijk kreeg hij een kwartier voor tijd een publiekswissel.

### West Bromwich Albion
Op 1 februari 2010 stapte Slory transfervrij over van Feyenoord naar West Bromwich Albion FC, dat toen uitkwam in de Championship. De aanvaller tekende daar een contract voor anderhalf jaar. Op 5 mei 2010 werd bekend dat de club zijn contract niet verlengde en dat hij transfervrij weg mocht bij de club.

### Levski Sofia

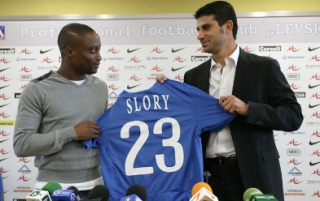
Slory wordt gepresenteerd bij Levski Sofia

Vlak voor het verstrijken van de transferdeadline op 1 september 2010 werd bekend dat Slory had getekend voor Levski Sofia. Daar trof hij onder andere de Nederlanders Serginho Greene en Dustley Mulder. Het avontuur liep uit op een teleurstelling waarna Slory zijn contract inleverde en vertrok naar Australië.

### Adelaide United
Vanaf januari 2011 speelde Slory voor Adelaide United, onder trainer Rini Coolen. Op 22 november 2011 beëindigde hij zijn carrière en keerde terug naar Nederland om in zaken te gaan.

### Carrièrestatistieken
| Seizoen                    | Club                    | Land            | Competitie      | Competitie | Competitie | Beker | Beker | Internationaal | Internationaal | Overig | Overig | Totaal | Totaal |
| Seizoen                    | Club                    | Land            | Competitie      | Wed.       | Dlp.       | Wed.  | Dlp.  | Wed.           | Dlp.           | Wed.   | Dlp.   | Wed.   | Dlp.   |
| -------------------------- | ----------------------- | --------------- | --------------- | ---------- | ---------- | ----- | ----- | -------------- | -------------- | ------ | ------ | ------ | ------ |
| 2000/01                    | Telstar                 | Nederland       | Eerste divisie  | 0          | 0          | –     | –     | 0              | 0              | 0      | 0      | 0      | 0      |
| 2001/02                    | Stormvogels Telstar     | Nederland       | Eerste divisie  | 9          | 0          | –     | –     | 0              | 0              | 0      | 0      | 9      | 0      |
| 2002/03                    | Stormvogels Telstar     | Nederland       | Eerste divisie  | 2          | 0          | –     | –     | 0              | 0              | 0      | 0      | 2      | 0      |
| 2003/04                    | Stormvogels Telstar     | Nederland       | Eerste divisie  | 35         | 12         | –     | –     | 0              | 0              | 0      | 0      | 35     | 12     |
| 2004/05                    | Stormvogels Telstar     | Nederland       | Eerste divisie  | 31         | 9          | –     | –     | 0              | 0              | 0      | 0      | 31     | 9      |
| 2005/06                    | Excelsior               | Nederland       | Eerste divisie  | 36         | 14         | –     | –     | 0              | 0              | 0      | 0      | 36     | 14     |
| 2006/07                    | Excelsior               | Nederland       | Eredivisie      | 29         | 12         | –     | –     | 0              | 0              | 0      | 0      | 29     | 12     |
| 2007/08                    | Feyenoord               | Nederland       | Eredivisie      | 17         | 2          | 0     | 0     | 0              | 0              | 0      | 0      | 17     | 2      |
| 2008/09                    | Feyenoord               | Nederland       | Eredivisie      | 20         | 1          | –     | –     | 0              | 0              | 0      | 0      | 20     | 1      |
| 2009/10                    | Feyenoord               | Nederland       | Eredivisie      | 13         | 4          | 1     | 0     | 0              | 0              | 0      | 0      | 14     | 4      |
| 2009/10                    | West Bromwich Albion FC | Engeland        | Championship    | 6          | 0          | –     | –     | 0              | 0              | 0      | 0      | 6      | 0      |
| 2010/11                    | Levski Sofia            | Bulgarije       | A Grupa         | 5          | 0          | –     | –     | 0              | 0              | 0      | 0      | 5      | 0      |
| 2011/12                    | Adelaide United         | Australië       | A-League        | 11         | 0          | –     | –     | 0              | 0              | 0      | 0      | 11     | 0      |
| 2014/15                    | FC Dordrecht            | Nederland       | Eredivisie      | 5          | 0          | 0     | 0     | 0              | 0              | 0      | 0      | 5      | 0      |
| Carrière totaal            | Carrière totaal         | Carrière totaal | Carrière totaal | 219        | 54         | 1     | 0     | 0              | 0              | 0      | 0      | 220    | 54     |
| Bijgewerkt tot 9 juni 2015 |                         |                 |                 |            |            |       |       |                |                |        |        |        |        |

## Interlandcarrière

### Nederland
Op 2 juni 2007 debuteerde Slory als speler van Excelsior in de oefeninterland van het Nederlands Elftal in en tegen Zuid-Korea (0-2). Bondscoach Marco van Basten liet Slory in het Seoul World Cup Stadion in Seoel in de basis starten. Hij werd na 56 minuten vervangen door Dirk Kuijt. Van Basten liet Slory vier dagen later wederom in de basis beginnen tijdens de oefeninterland tegen Thailand in Bangkok.
| Interlands van Andwelé Slory voor Nederland | Interlands van Andwelé Slory voor Nederland | Interlands van Andwelé Slory voor Nederland | Interlands van Andwelé Slory voor Nederland | Interlands van Andwelé Slory voor Nederland | Interlands van Andwelé Slory voor Nederland |
| №                                           | Datum                                       | Wedstrijd                                   | Uitslag                                     | Competitie                                  | Goals                                       |
| Als speler bij Excelsior                    | Als speler bij Excelsior                    | Als speler bij Excelsior                    | Als speler bij Excelsior                    | Als speler bij Excelsior                    | Als speler bij Excelsior                    |
| ------------------------------------------- | ------------------------------------------- | ------------------------------------------- | ------------------------------------------- | ------------------------------------------- | ------------------------------------------- |
| 1                                           | 2 juni 2007                                 | Zuid-Korea – Nederland                      | 0 – 2                                       | Vriendschappelijk                           | 0                                           |
| 2                                           | 6 juni 2007                                 | Thailand – Nederland                        | 1 – 3                                       | Vriendschappelijk                           | 0                                           |

## Erelijst

### MetExcelsior
| Nationaal               |    |         |
| Kampioen Eerste Divisie | 1x | 2005/06 |

### MetFeyenoord
| Nationaal          |    |         |
| Winnaar KNVB beker | 1x | 2007/08 |